# منطقه حفاظت‌شده سیاه‌کشیم
منطقهٔ حفاظت‌شدهٔ سیاه‌کشیم یک منطقهٔ حفاظت‌شده با مساحت ۴۵۱۴ هکتار است که در استان گیلان در ایران قرار دارد. این منطقهٔ حفاظت‌شده طبق مصوبهٔ شمارهٔ ۶۴۱ در تاریخ ۱۳۶۱/۶/۲۱ در فهرست مناطق تحت حفاظت سازمان محیط زیست ایران قرار گرفت.